# Cyclosia chartacea
Cyclosia chartacea är en fjärilsart som beskrevs av Swinhoe 1892. Cyclosia chartacea ingår i släktet Cyclosia och familjen bastardsvärmare. Inga underarter finns listade i Catalogue of Life.